# 保見駅
保見駅（ほみえき）は、愛知県豊田市保見町権堂坊にある愛知環状鉄道線の駅である。駅番号は16。

## 歴史
- 1988年（昭和63年）1月31日：開業[1][2]。当時は「貝津」の副駅名があった。
- 1989年（平成元年）度：上りホームを2両分から4両分に延長[3]。
- 2003年（平成15年）12月8日：有人化（改札業務のみ）[4]。
- 2005年（平成17年）
  - 3月1日：貝津駅開業に伴い、副駅名消滅（※貝津駅に継承）。
  - 12月1日：自動券売機を設置。切符の販売開始[4]。
- 2019年（平成31年）3月2日：ICカード「TOICA」の利用が可能となる[5]。

## 駅構造
相対式2面2線ホームを持つ高架駅で階段の段数も比較的多めだが依然としてエレベーターはない。以前は日中に駅員のいない時間帯があったが現在は夜間を除き駅員が常駐している（ただし土休日は終日無人）。高架下に車掌車のヨ6000形ヨ6475が保存されている。2011年4月に名古屋銀行のATMが駅舎の隣に新設された。現在は改札前に自動販売機が複数設置されている。
また、時期は不明だが下りホームの篠原側の先端に乗務員が待機する為と思われるプレハブの小屋が建設され、ホーム上にあったゴミ箱が撤去された。駅舎前には自動販売機が設置された。

### のりば
| 番線 | 路線            | 方向 | 行先             | ホーム長 |
| ---- | --------------- | ---- | ---------------- | -------- |
| 1    | ■愛知環状鉄道線 | 上り | 新豊田・岡崎方面 | 4両      |
| 2    | ■愛知環状鉄道線 | 下り | 八草・高蔵寺方面 | 4両      |

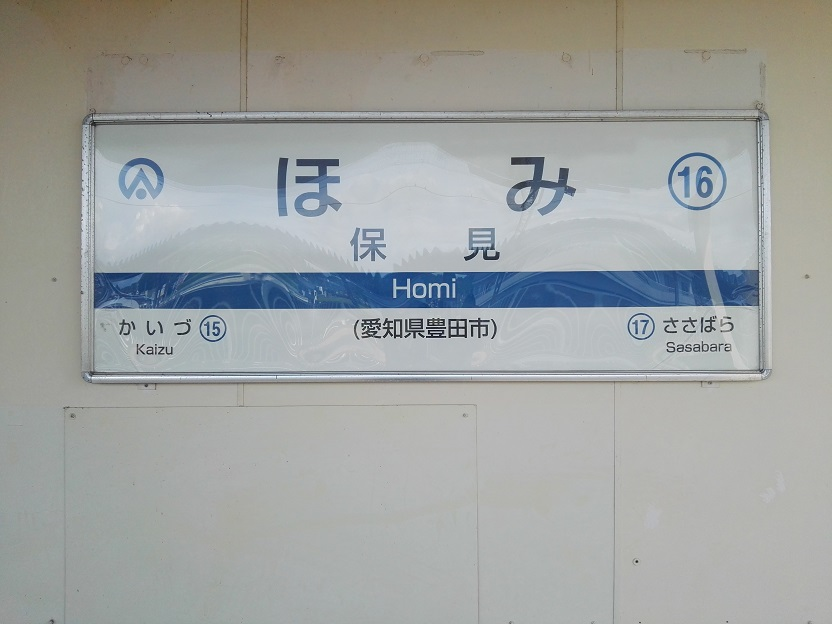
駅名標
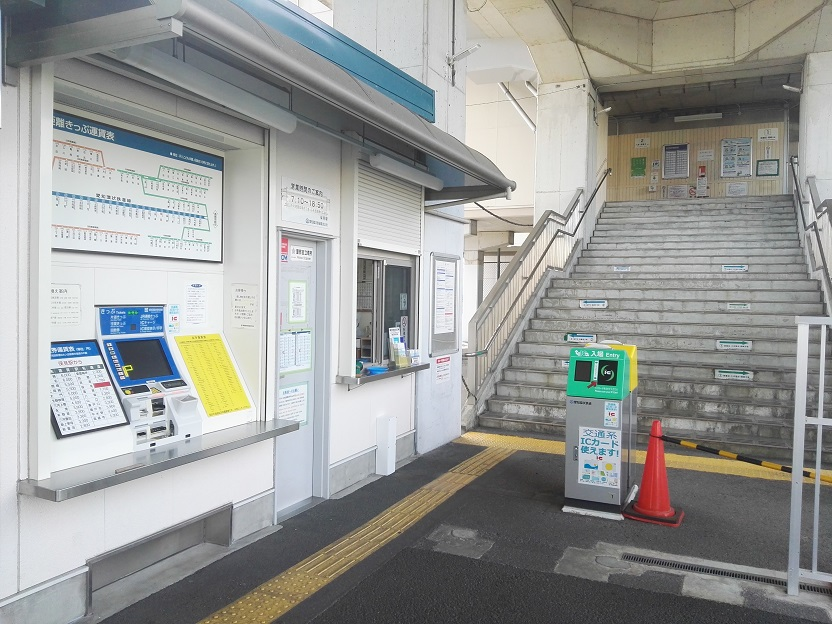
簡易TOICA改札機
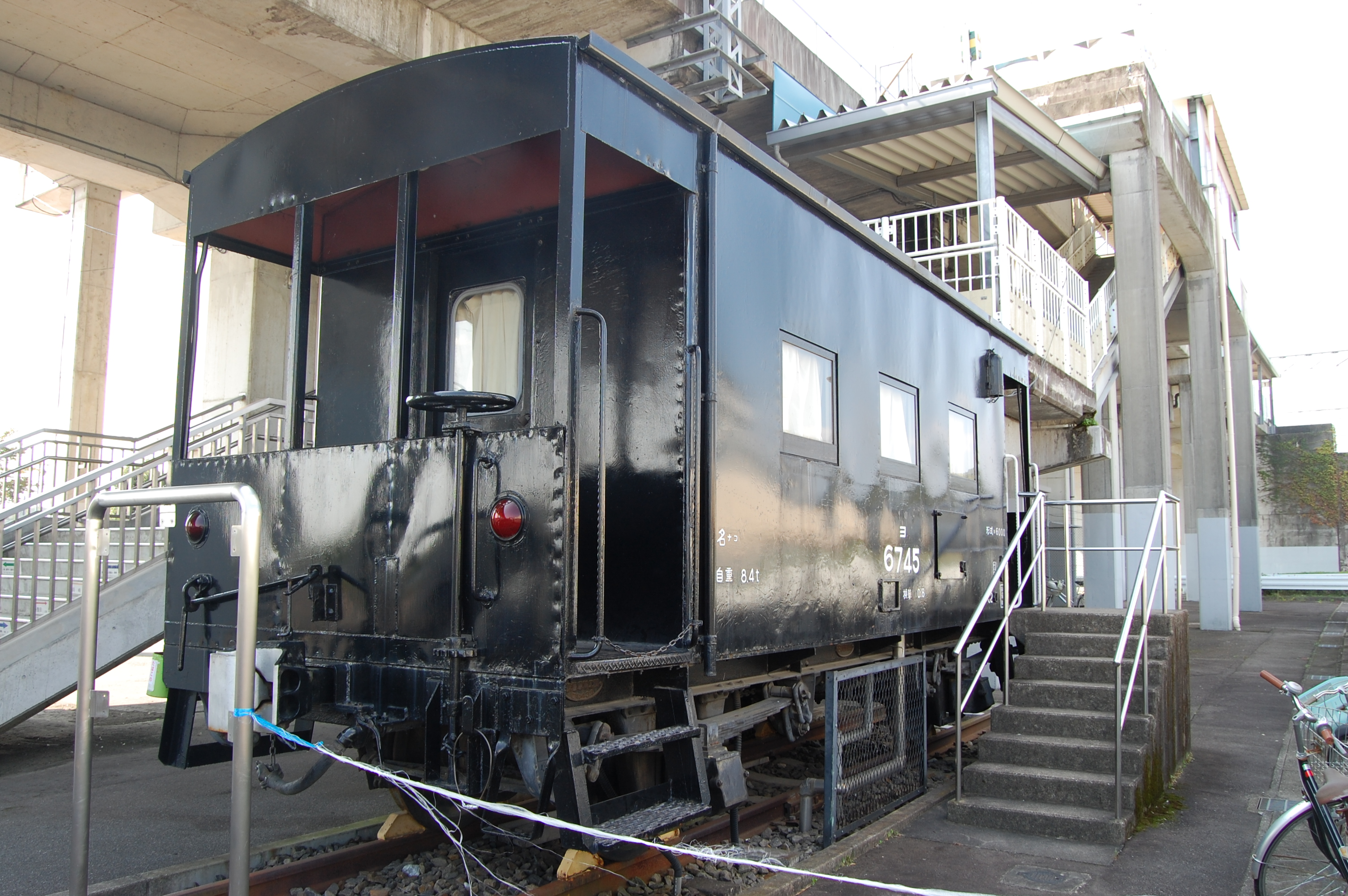
保存されている車掌車 ヨ6745

## 利用状況
「豊田市統計書」、「移動等円滑化取組報告書」によると、当駅の一日平均乗降客数は以下の通り推移している。
- 2003年度：1,413人
- 2004年度：1,383人
- 2005年度：1,426人（愛知万博開催年）
- 2006年度：1,106人
- 2007年度：1,132人
- 2008年度：1,156人
- 2009年度：1,128人
- 2010年度：1,158人
- 2011年度：1,238人
- 2012年度：1,230人
- 2013年度：1,284人
- 2014年度：1,234人
- 2015年度：1,290人
- 2016年度：1,234人
- 2017年度：1,218人
- 2018年度：1,261人
- 2019年度：1,333人
- 2020年度：1,096人

## 駅周辺
駅付近には住宅は少ないが、やや離れたところに保見団地がある。
- 豊田市立伊保こども園
- 豊田市立伊保小学校
- 愛知県道58号名古屋豊田線（飯田街道）
- 豊田市生涯学習センター保見交流館(豊田市役所保見支所併設)
- 豊田警察署保見交番
- 榎本内科
- ますだ歯科医院
- 山中接骨院
- 保見クリニック
- ほみ接骨院

## バス路線
保見駅前
- とよたおいでんバス保見・豊田線（名鉄バスが運行・名鉄バス時代は「東保見町」という名称だった）

保見交流館（徒歩4分）
- 保見地域バス（周囲の地域と篠原駅・八草駅・浄水駅(名鉄豊田線)を結ぶ。火曜・木曜のみ運行。停留所の場所は保見交流館敷地内となり、駅前には入らない）

## 隣の駅
愛知環状鉄道
■愛知環状鉄道線
貝津駅（15） - 保見駅（16） - 篠原駅（17）